# Diacamma australe
Diacamma australe är en myrart som först beskrevs av Fabricius 1775.  Diacamma australe ingår i släktet Diacamma och familjen myror. Inga underarter finns listade i Catalogue of Life.

## Bildgalleri

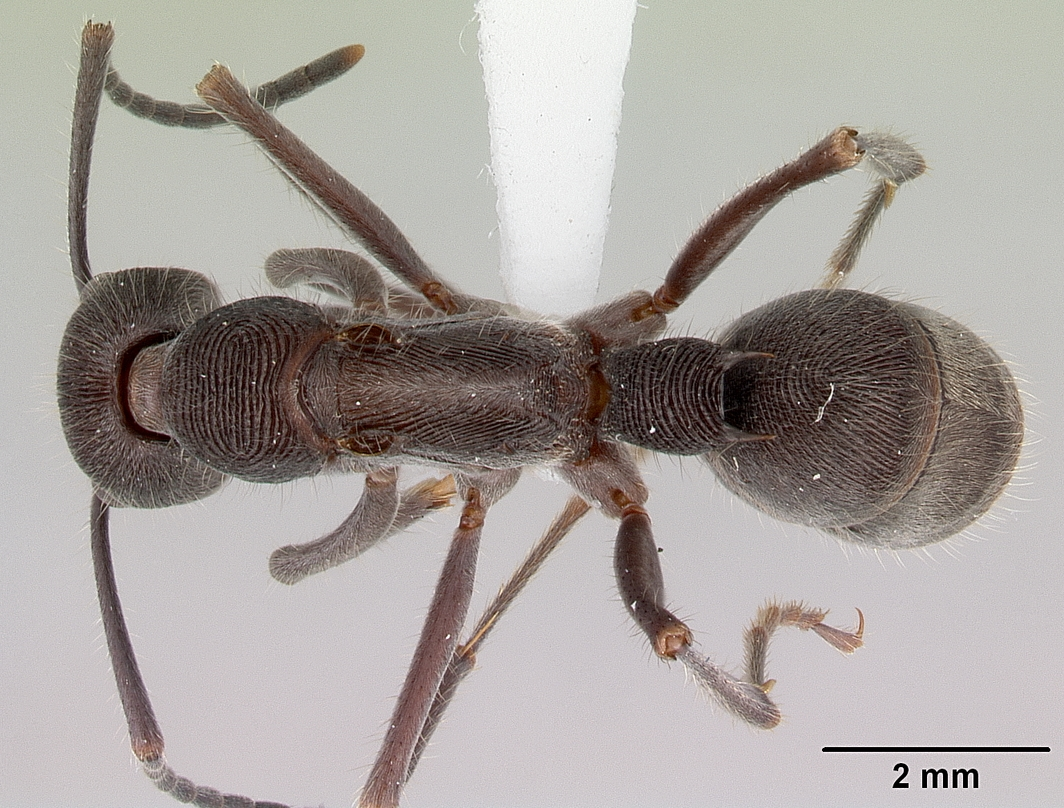
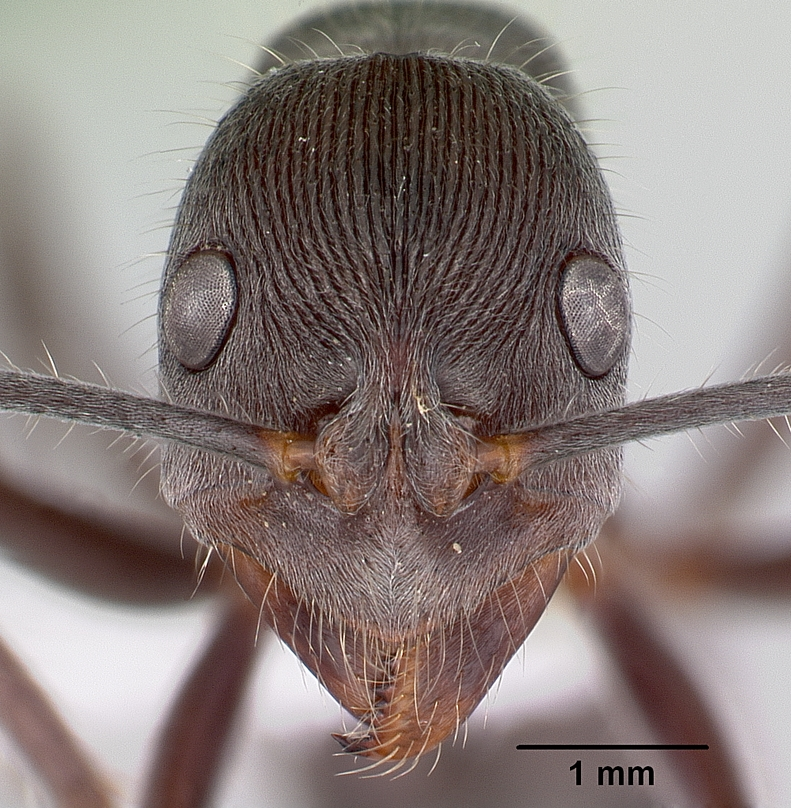
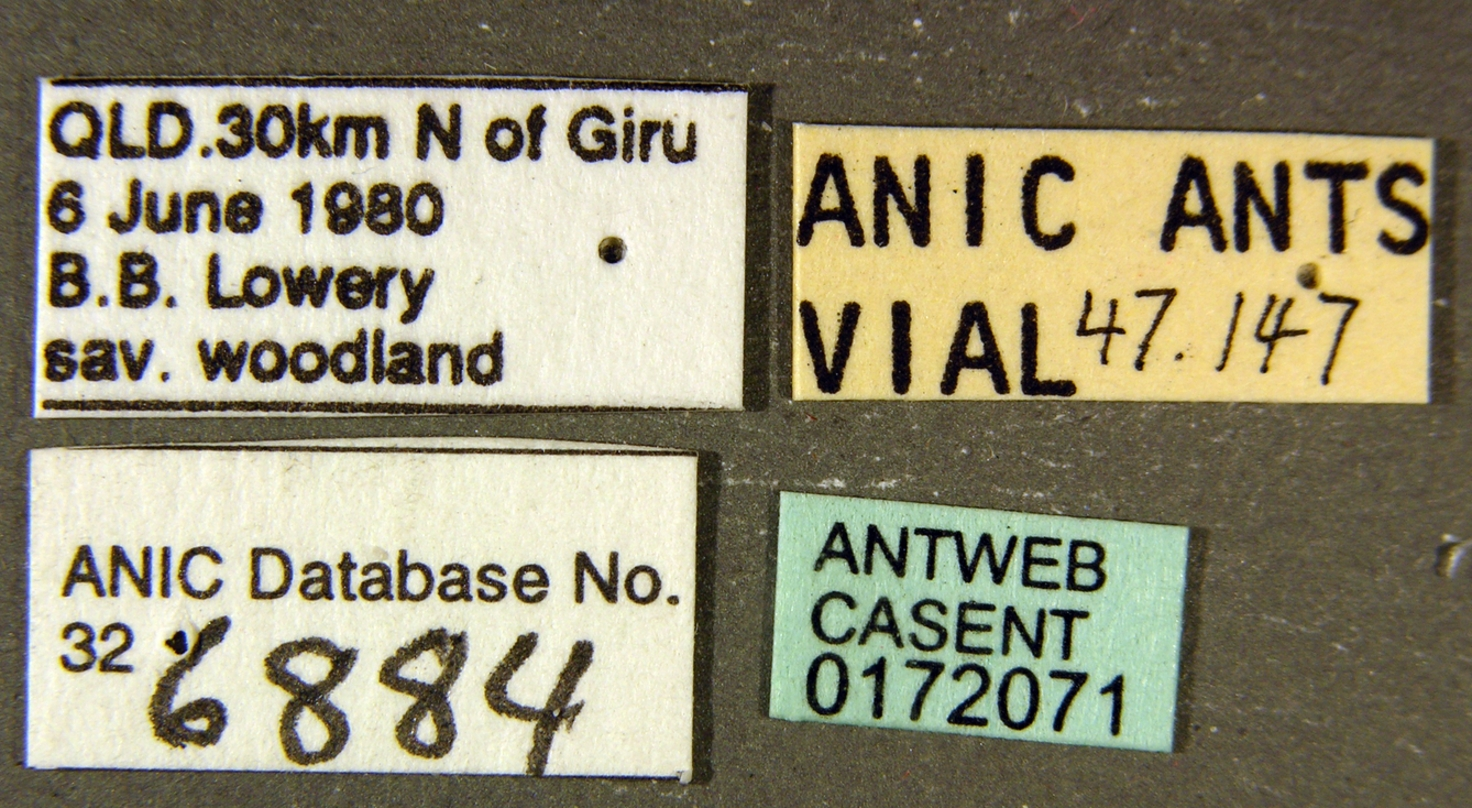
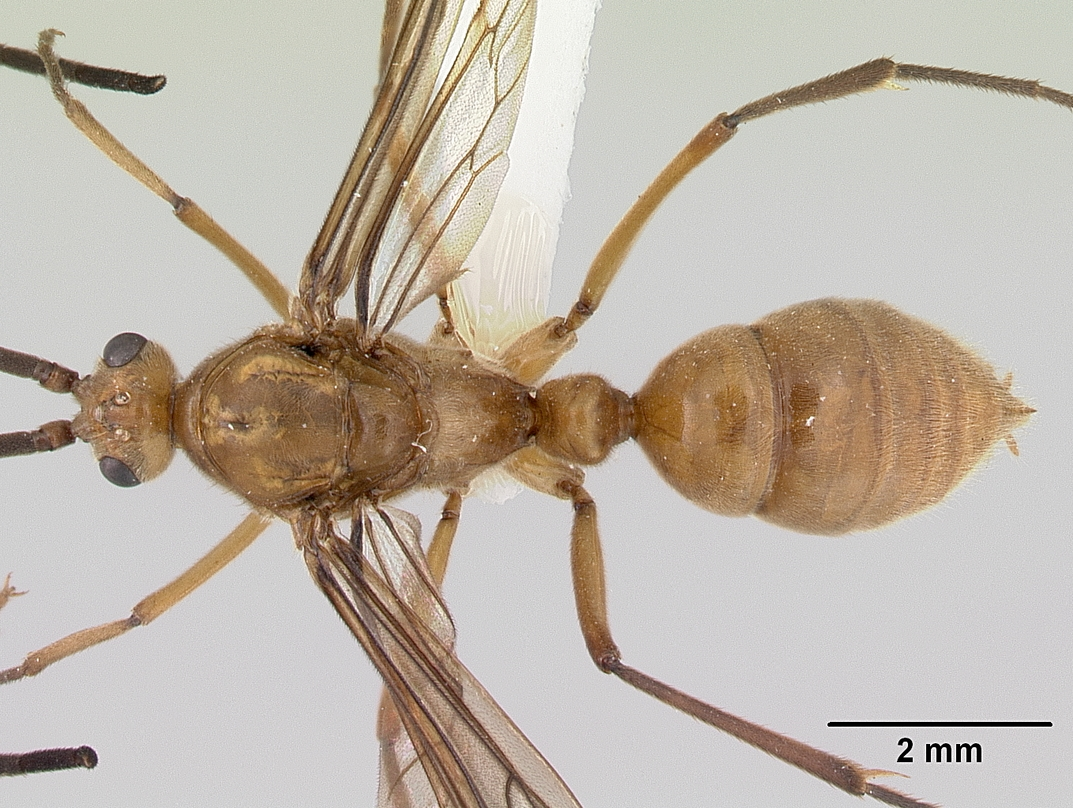
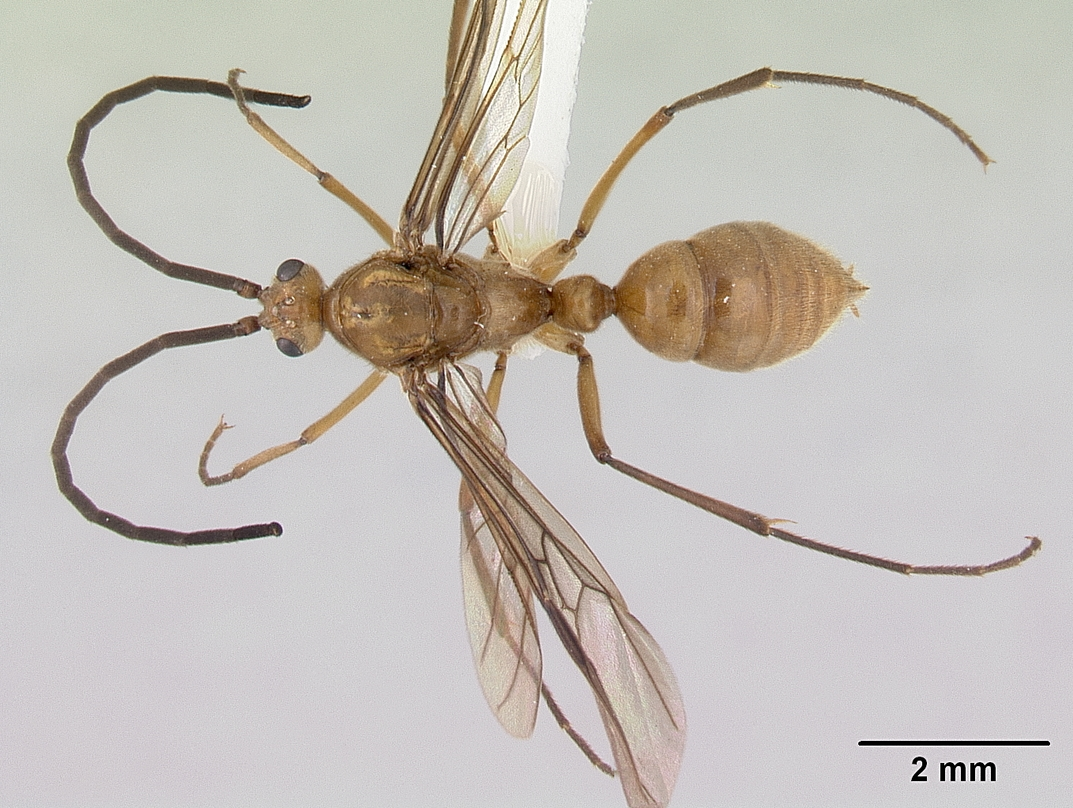
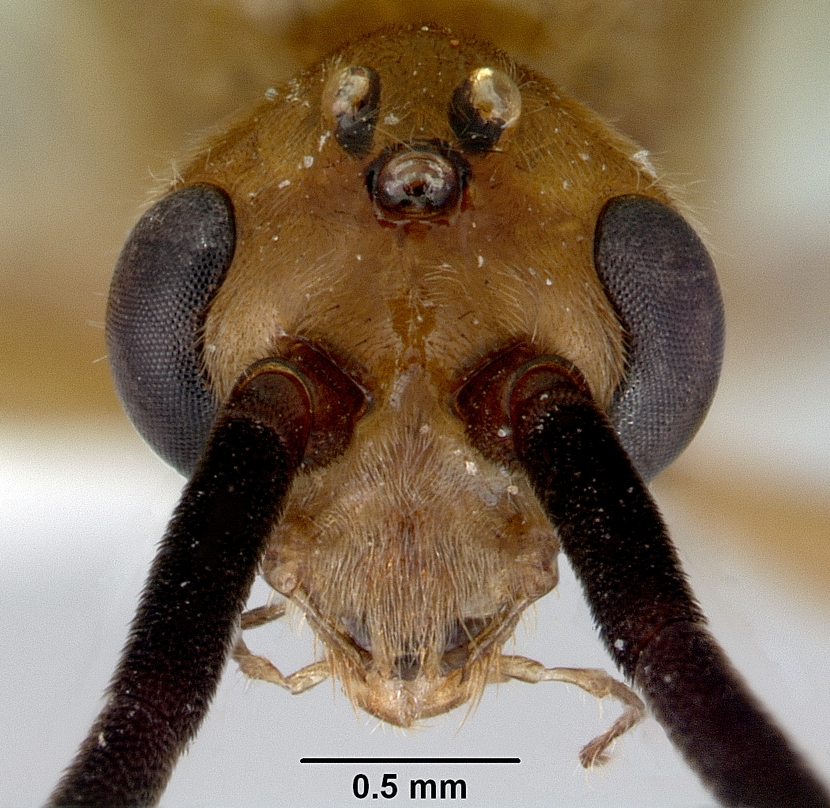